# Rubioideae
Rubioideae là một phân họ trong họ Rubiaceae.

## Các tông
- Anthospermeae
- Argostemmateae
- Coccocypseleae
- Coussareeae
- Craterispermeae
- Danaideae
- Gaertnereae
- Hedyotideae
- Knoxieae
- Lasiantheae
- Morindeae
- Ophiorrhizeae
- Paederieae
- Psychotrieae
- Rubieae
- Schradereae
- Spermacoceae
- Theligoneae
- Urophylleae
- Virectarieae